# Limonia tigriventris
Limonia tigriventris är en tvåvingeart som beskrevs av Alexander 1968. Limonia tigriventris ingår i släktet Limonia och familjen småharkrankar. Inga underarter finns listade i Catalogue of Life.